# 加里·萨顿
加里·萨顿（英語：Gary Sutton，1955年3月27日—），澳大利亚男子自行车运动员。他曾代表澳大利亚参加1974年和1978年英联邦运动会自行车比赛，获得一枚金牌、一枚银牌和二枚铜牌。

## 家庭
弟弟沙恩·萨顿。儿子克里斯托弗·萨顿。